# Tro Bro Leon 2007
La 24e édition du Tro Bro Leon a eu le 22 avril 2007. Cette course cycliste bretonne fait partie du calendrier UCI Europe Tour 2007 en catégorie 1.1. Elle est la huitième épreuve de la Coupe de France 2007.

## Classement final
|    | Coureur             | Équipe             |    | Temps           |
| -- | ------------------- | ------------------ | -- | --------------- |
| 1  | Saïd Haddou         | Bouygues Télécom   | en | 4 h 44 min 28 s |
| 2  | Sébastien Chavanel  | Française des Jeux |    | m.t.            |
| 3  | Christophe Diguet   | Auber 93           |    | m.t.            |
| 4  | Stéphane Bonsergent | Bretagne-Armor Lux |    | m.t.            |
| 5  | Lloyd Mondory       | AG2R Prévoyance    |    | m.t.            |
| 6  | Takashi Miyazawa    | Meitan Hompo       |    | m.t.            |
| 7  | Rony Martias        | Bouygues Télécom   |    | m.t.            |
| 8  | Pierre Rolland      | Crédit agricole    |    | m.t.            |
| 9  | Nicolas Roche       | Crédit agricole    |    | m.t.            |
| 10 | Guillaume Levarlet  | Auber 93           |    | m.t.            |